# КСП-76
КСП-76 (ГАЗ-68) — дослідний радянський легкий артилерійський тягач, створений в 1948 році на Горьківському автозаводі.
Незабаром після закінчення битви на Курській дузі конструктори Горьковського автозаводу запропонували розробити нову самохідну артилерійську установку. Ця бойова машина, за задумом авторів проєкту, повинна була доповнити у військах існуючі СУ-76, а також забезпечити більшу мобільність артилерійських засобів. Для забезпечення високих характеристик швидкості і маневреності пропонувалося побудувати нову САУ не так на гусеничному, а на колісному шасі. З ініціативою про створення колісної самохідки з 76-мм гарматою у серпні 1943 року виступив провідний конструктор ГАЗ В. А. Грачов. Його підтримали конструкторське бюро і керівництво заводу. Запропонована концепція зацікавила військових, в результаті чого Наркомат середнього машинобудування та Головне бронетанкове управління Червоної Армії дозволили розпочати розробку проєкту.

## Історія створення
Роботи з нового проєкту, що отримав позначення «виріб 68-СУ», стартували в жовтні сорок третього. Трохи пізніше проєкт змінив назву на ГАЗ-68. Конструкторські роботи йшли досить швидко. Уже в грудні 1943 року на Горьківському автозаводі зібрали дерев'яний макет перспективної САУ на колісному шасі. У середині грудня сорок третього конструктори ГАЗ направили в ГБТУ проєктну документацію. Після виконання деяких доопрацювань, запропонованих Головним бронетанковим управлінням, проєкт був затверджений. Дозвіл на будівництво дослідної машини ГАЗ-68 було отримано 7 лютого 1944. Примітно, що до цього часу в документах з'явилося ще одне позначення самохідки — КСП-76 («Колісна самохідна гармата з гарматою калібру 76 мм»).
Не чекаючи закінчення проєктних робіт, конструкторське бюро почало передавати документацію по новому проєкту в цехи автозаводу. Завдяки цьому, незважаючи на завантаження підприємства, на початку квітня завершилося виготовлення бронекорпуса першої КСП-76, а приблизно через місяць готова машина покинула складальний цех. Значно скоротити терміни розробки перспективної САУ допомогло використання готового шасі. Як основу для КСП-76 було обрано повноприводне шасі вантажівки ГАЗ-63, створеного ще до війни, але так і не запущеного в серійне виробництво. проєктування цієї вантажівки з колісною формулою 4х4 стартувало навесні 1938, а в березні 39-го були побудовані два досвідчених екземпляри. Надалі Горьковський автозавод займався випробуваннями і доведенням вантажівки, але початок війни призвело до уповільнення або припинення всіх перспективних проєктів.
Про проєкт ГАЗ-63 згадали тільки в 1943 році. Спочатку в зв'язку з розробкою перспективної колісної САУ, а пізніше в контексті створення нової повнопривідної вантажівки для потреб армії та народного господарства. Восени сорок третього навіть був побудований новий дослідний зразок машини, що відрізнявся від попередніх прототипів кабіною і деякими деталями конструкції. Шасі залишилося колишнім. За задумом В. А. Грачова та його співробітників, використання як основи для нового проєкту існуючої та випробуваної машини повинно було прискорити розробку КСП-76, а також полегшити серійне будівництво та обслуговування самоходок. Крім того, колісне шасі повинно було забезпечити досить високі характеристики при русі по дорогах і, в деяких випадках, по бездоріжжю. Колісна САУ могла доповнити існуючі гусеничні машини.

## Конструкція
Оскільки основою для КСП-76 був обраний вантажний автомобіль, конструкторам ГАЗ Ю. Н. Сорочкину і А. Н. Кирилову довелося розробити оригінальний бронекорпус, призначений для захисту екіпажу і агрегатів машини від куль і осколків снарядів. Корпус являв собою конструкцію складної форми, зварену з панелей броні різної товщини. Лобовий лист спочатку мав товщину 10 мм, пізніше цей параметр збільшився до 16 мм. Борти і днище мали товщину 7 і 4 мм відповідно, а моторне відділення зверху закривалася 5-мм листом. У передній частині корпусу, між колісними арками, була передбачена рівний майданчик для монтажу гармати. За цим майданчиком розташовувався похилий лобовий лист корпусу, за яким знаходилося бойове відділення. Останнє не мало даху. Кормова частина корпусу мала характерну скошену форму. За рахунок застосування декількох цікавих компонувальних рішень корпус САУ КСП-76 мав прийнятний рівень захисту, але його вага при цьому не перевищував 1140 кг.

### Характеристика протитанкової гармати
Гармата ЗІС-3 калібру 76 мм розташовувалася в передній частині машини на верстаті, що дозволяло наводити її в двох площинах. Оригінальне розміщення гармати між колісними арками, значно піднімаються над рівнем площини, було запропоновано для зменшення висоти всієї бойової машини з метою збільшення живучості і стійкості при русі. Верстат гармати дозволяв наводити його в горизонтальній площині в межах сектора шириною 37 °. Допустимі кути вертикального наведення — від −3 ° до + 15 °.
Характеристики гармати ЗІС-3 після установки на колісну машину майже не змінилися. Обмеження по кутах вертикального наведення привели до деякого скорочення максимальної дальності стрільби (що, однак, не викликало претензій, оскільки КСП-76 повинна була стріляти тільки прямою наводкою), а скорострільність обмежувалася 8 пострілами в хвилину. У бойовому відділенні вдалося розмістити 58 унітарних снарядів калібру 76 мм. 41 боєприпас розміщувався в кормовій укладанні в горизонтальному положенні, 17 — праворуч від гармати у вертикальній укладці.

### Бойове відділення
Усередині бойового відділення, праворуч від казенної частини гармати, знаходився пост управління з робочим місцем механіка-водія. Зліва від гармати знаходився приціл і місце навідника. Навідник також виконував обов'язки командира і радиста. За навідником розмістили відкидне сидіння заряджаючого. Для спостереження за навколишнім оточенням екіпаж мав оглядові прилади, а на робочому місці командира була панорама. Як додаткова зброя для самооборони пропонувалися два пістолети-кулемети ППШ з 12 магазинами (852 патрони).

### Моторно-трансмісійна частина
Моторно-трансмісійне відділення розташовувалося в кормовій частині корпусу. Двигун ГАЗ-202 встановили зі зрушенням від осі машини вправо на 276 мм. Зліва від двигуна і агрегатів трансмісії помістили ізольований паливний бак об'ємом 140 літрів і основну укладку боєкомплекту. Для охолодження двигуна в кормовому листі була передбачена решітка радіатора. Рушієм самохідки КСП-76 був карбюраторний бензиновий двигун ГАЗ-202 потужністю 85 к.с. З двигуном була пов'язана п'ятиступенева механічна коробка передач з дистанційним управлінням з місця водія. З коробки передач обертовий момент передавався на дві провідні осі за допомогою роздавальної коробки і трьох карданних валів. Вали і коробка перебували в спеціальному тунелі, що проходив уздовж корпусу машини. Крутний момент до передньої осі передавався постійно, до задньої — на вимогу. Обидві осі самохідки були зроблені жорсткими і кріпилися до рами шасі за допомогою листових ресор з гідравлічними амортизаторами. Колеса дослідної машини оснастили одинарними кулестійкими шинами. Для поліпшення прохідності по пересіченій місцевості шини мали розвинені ґрунтозачіпи.

## Випробування
Прототип САУ ГАЗ-68 / КСП-76, побудований навесні 1944 року, наочно продемонстрував переваги застосованих компонувальних рішень. При загальній довжині (з гарматою) 6,35 м і ширині 2,05 м машина мала висоту всього 1,55 м. Таким чином, КСП-76 при схожій вогневої потужності була на 70 см нижче самохідки СУ-76, що повинно було відповідним чином позначитися на її живучості в бойових умовах, проте деякою мірою обмежувало бойові можливості. Бойова маса машини становила 5430 кг. Наприкінці весни 1944 стартували заводські випробування нової самохідки. На шосе бойова машина розганяла до 77 км / год. Запас ходу по шосе — 580 км. Завдяки використанню колісного шасі КСП-76 мала ряд переваг перед гусеничної СУ-76 і її спрощеним варіантом ОСУ-76, що розроблялися в той же час. Колісна бойова машина була швидше на шосе, тихіше і нижче. Тим не менш, гусеничні самохідки мали кращі характеристики при пересуванні по пересіченій місцевості. Перші етапи випробувань супроводжувалися масою неполадок і проблем. Так, регулярно траплялися поломки недоведення переднього моста, коробки передач і карданних валів. Крім того, зазначалося, що бойове відділення самохідки має недостатній об'єм і не дуже зручне для роботи екіпажу. До середини осені в Горькому завершилися заводські випробування, після чого нову САУ ГАЗ-68 / КСП-76 можна було переганяти до Науково-випробувального бронетанкового полігону в Кубинці. Примітно, що весь шлях від Горького до Кубинки, в тому числі обмерзлі ділянки шосе, колісна САУ пройшла своїм ходом із середньою швидкістю 60 км / год. У звіті про випробування, що проводилися в 17 по 24 грудня 1944 року відзначалися переваги САУ КСП-76, пов'язані з використаною конструкцією броньованого корпусу. Зокрема, йшлося про порівняно невелику масу машини і її малі габарити. Купчастість вогню гармати ЗІС-3 була на рівні табличних значень. Однак, як з'ясувалося в ході випробувань, самохідці слід було стріляти тільки з короткої зупинки, оскільки ведення вогню у русі знижувало точність.

## Майбутнє САУ
Комісія, що проводила випробування, рекомендувала виправити виявлені дрібні недоліки конструкції, після чого самохідка КСП-76 могла бути допущена до військових випробувань у разі відповідного рішення Головного артилерійського управління. Однак колісна САУ не рекомендувалася до прийняття на озброєння. У 1944 році паралельно з КСП-76 розроблялася самохідка ОСУ-76, яка була спрощеним варіантом СУ-76. Маючи переваги в габаритах, рівні захисту і максимальної швидкості, колісна САУ програвала гусеничній у бойовій масі і прохідності на пересіченій місцевості. Більше того, ефективне застосування САУ КСП-76 поза дорогами було визнане неможливим. Нарешті, на перспективи машини вплинули особливості проєкту ГАЗ-63. Ця вантажівка, хоча і пройшла випробування до війни, не будувалася серійно, через що початок виробництва САУ на її базі могло бути пов'язане із серйозними труднощами. За відсутністю перспектив проєкт ГАЗ-68 / КСП-76 закрили одразу після завершення випробувань. Єдиний побудований примірник цієї самохідки так і залишився в Кубинці. Зараз він є експонатом музею бронетанкової техніки.